# W Hydrae
W Hydrae ist ein veränderlicher Stern (Mirastern) im Sternbild der Hydra, laut Hipparcos-Katalog etwa 115 Parsec (etwa 375 Lichtjahre) von der Sonne entfernt. Seine visuelle scheinbare Helligkeit schwankt zwischen 5,6 und 9,6. Im nahen Infrarot (J-Band) liegt seine scheinbare Helligkeit bei −1,6, damit erscheint er in diesem Bereich als der siebthellste Stern (beispielsweise heller als Sirius).

## Wasser und Staub
Der  Stern zeigt auch intensive Emissionen des Wassers, die das Bestehen einer ausgedehnten Scheibe aus Staub und gasförmigem Wasser anzeigen. Die Quelle solcher Emissionen umspannt einen Bereich mit einem Durchmesser zwischen 0,182″ und 36′. Dies entspricht bei der obengenannten Entfernung einer Staubscheibe mit einem inneren Radius von etwa 10,5 Astronomischen Einheiten (etwa die Entfernung Saturns von der Sonne) und einem äußeren Radius von etwa 2 Lichtjahren (also etwa 125.000 Astronomische Einheiten, d. h. etwas mehr als die Ausdehnung der Oortschen Wolke im Sonnensystem).